# Jérôme Lafourcade (football)
Pour les articles homonymes, voir Lafourcade.
Jérôme Lafourcade, né le 15 janvier 1983 à Dax, est un footballeur français. Il évoluait au poste d'avant-centre.
Formé au Stade montois puis au Montpellier HSC, il joue ensuite à l'ES Troyes AC, à La Berrichonne de Châteauroux et aux Chamois niortais.

## Biographie
Jérôme Lafourcade commence le football à l'âge de six ans à la Jeanne d'Arc de Dax avec son frère jumeau. Avec ce club, il est champion des Landes et d'Aquitaine chez les jeunes. Il part ensuite au Stade montois où il évolue en CFA2.
Repéré par Serge Delmas et Michel Der Zakarian, il rejoint le Montpellier HSC et signe un contrat stagiaire. Avant-centre combatif et bon de la tête, l'entraîneur de l’équipe première, Gérard Bernardet, le fait débuter en Ligue 1 le 9 août 2003 au Stade Chaban-Delmas contre les Girondins de Bordeaux. Dans ce match de la 2de journée du championnat, remporté un à zéro, Jérôme Fourcade entre en jeu à la 87e minute en remplacement de Jean-Mathieu Descamps. Relégué en fin de saison, il devient titulaire la saison suivante en Ligue 2 et marque son premier but en professionnel, le 20 décembre 2003 contre le RC Strasbourg. En Ligue 2, il est le meilleur réalisateur du Montpellier HSC en 2006 avec sept buts et en 2007 avec six buts.
En juin 2007, il est transféré à l'ES Troyes AC, tout juste relégué en Ligue 2, pour un montant de 300 000 euros et signe un contrat de trois ans. Lors de la rencontre face au FC Gueugnon comptant pour la 14e journée du championnat, il se fracture le cinquième métatarse du pied droit et ne revient que trois mois plus tard. Il ne dispute pour sa première saison au club que treize rencontres pour deux buts marqués. La saison suivante, il est également peu utilisé et n'inscrit que deux buts en championnat. Il devient titulaire en 2009, saison disputée en National. L'ESTAC termine 3e du championnat et remonte en Ligue 2, la montée étant acquise lors de l'avant-dernière journée grâce à Jérôme Lafourcade. Il inscrit lors de la saison dix-sept buts en trente-et-un matchs. En fin de contrat, il ne souhaite pas prolonger aux conditions proposées par le club.
Jérôme Lafourcade s'engage avec La Berrichonne de Châteauroux en 2010 pour une durée de deux ans. Il dispute vingt-sept rencontres de championnat avec le club avant de se blesser gravement en avril lors de la rencontre face au Tours FC. Victime d'une double fracture de la jambe, il ne retrouve les terrains qu'en octobre 2011.
Le 20 juin 2012, il intègre l'effectif des Chamois niortais, après avoir paraphé un contrat de deux ans (dont une en option en cas de maintien du club). Il rejoint en juin 2014 le Luzenac AP, nouveau promu en Ligue 2. À la suite de la disparition du club ariégeois, il retourne, en octobre, au sein de son club formateur à Mont-de-Marsan, le Stade montois qui évolue en CFA.

## Carrière
Le tableau ci-dessous résume les statistiques en match officiel de Jérôme Lafourcade,.
| Période   | Club             | Pays   | Division | Championnat | Championnat | Coupes nationales | Coupes nationales |
| Période   | Club             | Pays   | Division | Matchs      | Buts        | Matchs            | Buts              |
| --------- | ---------------- | ------ | -------- | ----------- | ----------- | ----------------- | ----------------- |
| 2003-2004 | Montpellier HSC  | France | Ligue 1  | 21          | 3           | 2                 | 0                 |
| 2004-2005 | Montpellier HSC  | France | Ligue 2  | 23          | 7           | 4                 | 2                 |
| 2005-2006 | Montpellier HSC  | France | Ligue 2  | 28          | 7           | 5                 | 5                 |
| 2006-2007 | Montpellier HSC  | France | Ligue 2  | 24          | 6           | 4                 | 2                 |
| 2007-2008 | ES Troyes AC     | France | Ligue 2  | 13          | 2           | 2                 | 0                 |
| 2008-2009 | ES Troyes AC     | France | Ligue 2  | 18          | 2           | 2                 | 1                 |
| 2009-2010 | ES Troyes AC     | France | National | 31          | 17          | 5                 | 5                 |
| 2010-2011 | Châteauroux      | France | Ligue 2  | 27          | 6           | 1                 | 0                 |
| 2011-2012 | LB Châteauroux   | France | Ligue 2  | 20          | 2           | 3                 | 0                 |
| 2012-2013 | Chamois niortais | France | Ligue 2  | 26          | 8           | -                 | -                 |
| 2013-2014 | Chamois niortais | France | Ligue 2  | 19          | 2           | 2                 | 2                 |